# Kurt Weill
Kurt Weill (Dessau, 1900. március 2. – New York, 1950. április 3.) Tony-díjas német zeneszerző.

## Élete
Kurt Weill zsidó családban született. Édesapja (Albert Weil) Kippenheimből (Baden) származott és Kurt születésekor a dessaui zsidó közösség kántora volt. Ő volt a harmadik fiú a családban (bátyjai Nathan és Hans), majd 1901-ben megszületett húga, Ruth.
Ötéves korában kezdett zongorázni, első műveit serdülő korában írta. Dessauban járt iskolába, ahol hamar kitűnt kiváló zenei tehetségével. Még nem volt 18 éves, amikor egy operaénekesnőt kísért esténként zongorán.
1918-ban a berlini Zeneakadémián folytatta tanulmányait Engelbert Humperdinck növendékeként, de fejlődésére első mesterénél jobban hatott Ferruccio Busoni. 1920-ban a lüdenscheidi városi színház karmestere. Néhány kamarazenei mű után érdeklődése egyre inkább a színpad felé vonzotta. 1926-tól 1932-ig sorra írta operáit.
1926-ban megházasodott, egyik műve főszereplőjét a színésznő és sanzonénekes Lotte Lenyát vette feleségül. 1934-ben különváltak, majd 1937-ben ismét összeházasodtak.
Amikor 1933-ban a nemzetiszocialisták átvették a hatalmat Németországban, Weill Párizsba menekült. Számos műve az 1933 májusi könyvégetéseknek esett áldozatául. Mintegy kétéves franciaországi tartózkodás után, 1935-ben az Egyesült Államokba utazott, és New Yorkban telepedett le.
Az 1940-es években nagy sikereket ért el különböző musicalekkel, 1943-ban pedig megkapta az amerikai állampolgárságot is.

## Művészete
Művészetére operái a legjellemzőbbek. Egyéni hangvételű, a jazz és a song stílusából kialakított zenei nyelvezete hol a csípős tréfálkozás talaján áll, hol szimbolikus jelentést hordoz. Legtöbb művében a társadalmi visszásságokat bírálja a szatíra fegyverével. Amerikában revü- és filmzenét is írt.

## Halála
1950. április 3-án Mark Twain: Huckleberry Finn című művének megzenésítése közben szívrohamot kapott és meghalt.

## Emlékezete

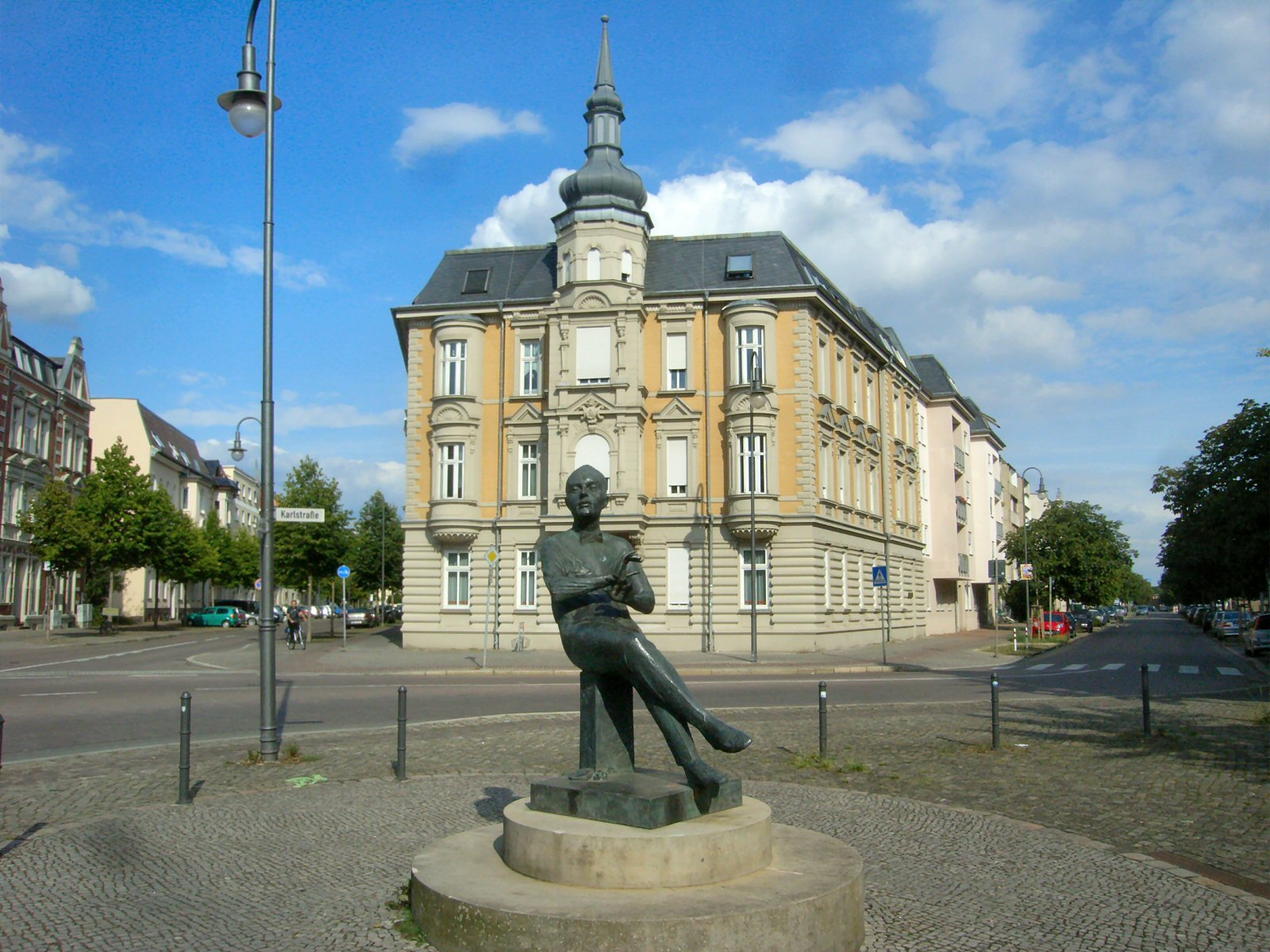
Weill szobra Dessauban

Minden év március 2-án Dessauban megrendezik a születésnapi Kurt Weill Fesztivált ahol kiállításokkal zenei előadásokkal emlékeznek a művészre. Az esemény általában tíz napig tart.
A 11899 Weill nevű kisbolygó viseli a nevét.

## Művei

### Operák
- 1926 – Der Protagonist op.15 (Szövegkönyv: Georg Kaiser)
- 1927 – Royal Palace op.17 (Szövegkönyv: Yvan Goll)
- 1928 – Der Zar lässt sich photographieren op.21 (Szövegkönyv: Georg Kaiser)
- 1928 – Die Dreigroschenoper – Koldusopera (Szövegkönyv: Bertolt Brecht)
- 1930 – Mahagonny városának felemelkedése és bukása (Szövegkönyv: Bertolt Brecht)
- 1930 – Der Jasager (Szövegkönyv: Elisabeth Hauptmann és Bertolt Brecht)
- 1932 – Die Bürgschaft (Szövegkönyv: Caspar Neher)
- 1947 – Street Scene (Szövegkönyv: Elmer Rice és Langston Hughes)
- 1948 – Down in the Valley (Szövegkönyv: Arnold Sundgaard)

### Zenés játékok
- 1936 – Johnny Johnson (Szöveg: Paul Green)
- 1938 – Knickerbocker Holiday (Szöveg: Maxwell Anderson) – Rendező: Joshua Logan
- 1941 – Lady in the Dark (Szöveg: Moss Hart und Ira Gershwin)
- 1943 – One Touch of Venus (Szöveg: Sidney Joseph Perelman és Ogden Nash)
- 1949 – Lost in the Stars (Musical Tragedy, Szöveg: Maxwell Anderson)